# Gottfried Büchner
Johann Gottfried Büchner (* 16. Juni 1851 in König; † 22. Februar 1919 ebenda) war ein hessischer Politiker (NLP), Bürgermeister von König und ehemaliger Abgeordneter der 2. Kammer der Landstände des Großherzogtums Hessen.

## Familie
Gottfried Büchner war der Sohn des Gastwirtes und Bürgermeisters Lorenz Büchner (1817–1860) und dessen Frau Anna Maria geborene Schäfer. Am 3. August 1875 heiratete Gottfried Büchner, der evangelischer Konfession war, in König Sophi Barbara geborene Rebscher (1851–1918).
Gottfried Büchner arbeitete als Landwirt, Bierbrauer und Gastwirt in König.

## Politik
Gottfried Büchner war Bürgermeister in König. In der 33. und 34. Wahlperiode (1906–1911) war er Abgeordneter der zweiten Kammer der Landstände des Großherzogtums Hessen. In den Landständen vertrat er den Wahlbezirk Starkenburg 3/Höchst.